# Niels Juel (Schiff, 1980)
Die Korvette Niels Juel (F 354) war ein Kriegsschiff der Dänischen Marine. In der NATO-Klassifikation war das Schiff als Fregatte eingeordnet. Sie war das Typschiff der Niels-Juel-Klasse, die außer dem namensgebenden Schiff noch die Korvetten Olfert Fischer und Peter Tordenskiold umfasste. Die Niels Juel wurde nach dem dänischen Admiral Niels Juel benannt.

## Geschichte
Das Schiff wurde 1977 auf Kiel gelegt und war seit dem 26. August 1980 im Dienst. Die Fregatte nahm in den 1990er Jahren an der internationalen Überwachung der Küsten des ehemaligen Jugoslawien teil. Von 1998 bis 2000 wurden insbesondere die elektrischen und elektronischen Anlagen und die Waffensysteme des Schiffes modernisiert, um es noch länger in Dienst halten zu können.
Das Schiff nahm insgesamt viermal an der STANAVFORLANT und deren Operation Sharp Guard teil. In den Jahren 1992 und 1993 sowie von 1995 bis 1997 war sie Teil der Flotte, die das Waffenembargo gegen Serbien durchsetzte.
Die Niels Juel gehörte wie die beiden anderen Korvetten ihrer Klasse zur 2. Eskadre der Dänischen Marine.
Im März 2009 wurde das Schiff aufgelegt und am 18. August 2009 außer Dienst gestellt. Ihr Nachfolger, eine Fregatte der Iver-Huitfeldt-Klasse, war zu diesem Zeitpunkt noch im Bau.